# Бакланское
Бакланское — село в Каргапольском районе Курганской области. В рамках организации местного самоуправления в границах района входит в муниципальное образование Каргапольский муниципальный округ (с 2004 до 2021 гг. — муниципальный район). 

## Географическое положение
Село Бакланское расположено на левом берегу реки Миасс, при впадении в неё речки Бакланки, примерно в 4 км к югу от села Журавлево, в 16 км. к юго-западу от райцентра Каргаполье. Местность, занимаемая селом, изображает собою небольшой островок. Почва - суглинистая. Климат - умеренный: летом температура доходит до + 30º, зимою до ― 35º.

### Часовой пояс
Бакланское, как и вся Курганская область, находится в часовой зоне МСК+2. Смещение применяемого времени относительно UTC составляет +5:00.

## История села
Деревня Бакланская была основана около 1680 года.
После постройки в 1724 году первой деревянной церкви во имя святого великомученика Георгия, деревня стала называться селом Георгиевским, но с 24 мая (4 июня) 1737 года вновь была переименована из Георгиевского в Бакланское село.
До революции село Бакланское было центром Бакланской волости Шадринского уезда Пермской губернии.
В начале XX века главным занятием сельчан было земледелие.
В конце июня — начале июля 1918 года установлена белогвардейская власть. В начале августа 1919 года восстановлена Советская власть.
В 1919 году образован Бакланский сельсовет.
Указом Президиума Верховного Совета РСФСР от 14 июня 1954 года Бакланский и Журавлевский сельсоветы объединены в один Журавлевский сельсовет.
Входила в состав Журавлевского сельсовета до 2021 года.

## Церковь
В 1713 году в деревне Бакланской была построена часовня во имя святого Николая и существовала до 1721 года (возможно сгорела). До 1724 года деревня находилось в ведении Воскресенского Заказного Правления Челябинского уезда Уфимской губернии. После постройки в 1724 году первой деревянной церкви во имя святого великомученика Георгия, деревня стала называться селом Георгиевским. В 1724 году образовался самостоятельный приход, но с 24 мая (4 июня) 1737 года вновь была переименована из Георгиевского в Бакланское село. 
Деревянная церковь, построенная в 1724 году, в феврале 1725 года сгорела. В 1725 году была построена вторая деревянная церковь, освященная в ноябре 1725 года. После того как она пришла в крайнюю ветхость в 1796—1798 годах была построена третья церковь с главным престолом в честь Рождества Пресвятой Богородицы и придельным – во имя великомученика Георгия. В 1835 году была продана прихожанами в село Погадайское.
В 1815 году, в силу указа Святейшего Синода о построении каменных церквей, в селе Бакланском была заложена новая каменная двухэтажная церковь, построенная в 1826 году. В 1826 году в нижней теплой церкви было совершено освящение престола во имя Великомученика Георгия, а верхняя холодная церковь, во имя Рождества Пресвятой Богородицы, освящена 4 (16) июля 1835 года. 
В 1857 году к каменному храму были начаты пристраиваться боковые приделы, их постройка была окончена в 1860 году, Бакланский храм стал шести престольный: три престола в нижнем этаже и три в верхнем. Главный Георгиевский храм, правый придел во имя святителя Митрофания Воронежского, левый придел во имя бессребреников и чудотворцев Космы и Дамиана и Св. Праведного Симеона Верхотурского Чудотворца. В верхней церкви во имя Рождества Пресвятой Богородицы, правый придел в честь Входа Господня во Иерусалим, левый придел во имя преподобного Сергия Радонежского Чудотворца.
Закрыта 28 января 1938 года по решению челябинского облисполкома. С сентября 1938 года здание использовалось как школа-семилетка. После закрытия школы в 1962 году в здании располагался зерносклад.
Восстановительные работы начаты в 2006 году. Адрес: Курганская область, Каргапольский район, с. Бакланское, ул. Центральная, 25.

## Школа
В 1900 году в селе уже имелись земская школа и церковно-приходская школа. С сентября 1938 года школа-семилетка находилась в здании бывшей церкви, закрыта в 1962 году. 

## Население
| 1869 | 1904  | 1920  | 1926  | 1989 | 2002 | 2010 |
| ---- | ----- | ----- | ----- | ---- | ---- | ---- |
| 798  | ↗1175 | ↗1400 | ↗1443 | ↘346 | ↘329 | ↘320 |

В 1904 году в селе проживало 1175 человек.
Национальный состав
- По данным переписи населения 2002 года проживало 329 человек, из них русские — 97 %.
- По данным переписи 1926 года в селе Бакланское (-новское) проживало 1443 человека, все русские.

## Общественно-деловая зона
Установлен четырехгранный, увенчанный пятиконечной звездой, обелиск. На гранях памятника установлены плиты с фамилиями, погибших в Великой Отечественной войне. Имеет металлическое ограждение.

## Явление Георгия Победоносца
В первых числах августа 1737 года произошло явление св. Георгия Победоносца во всеоружии, на коне перед мятежными башкирами (Башкирские восстания (1735—1740)). Башкиры бежали, гонимые, не столько действием артиллерии, сколько впечатлением видения сверхъестественного.

## Инфраструктура
Личное подсобное хозяйство с зоной сельскохозяйственного использования, индивидуальная застройка усадебного типа.
В годы Советской власти жители работали в колхозе «Память Кирова», затем в колхозе имени Калинина, затем в колхозе «Светлые Поляны».